# Titusville (Florida)
Titusville ist eine Stadt und zudem der County Seat des Brevard County im US-Bundesstaat Florida mit 48.789 Einwohnern (Stand: 2020).

## Geographie
Titusville befindet sich am Atlantic Intracoastal Waterway an der Ostküste Floridas, wenige Kilometer vom offenen Atlantik entfernt. Die Stadt liegt etwa 60 Kilometer östlich von Orlando. Titusville ist nach Palm Bay und Melbourne die drittgrößte Stadt des Countys bzw. der Metropolregion Palm Bay–Melbourne–Titusville.

### Klima
Das Klima ist mild und warm. Statistisch gibt es jedoch in den Sommermonaten ca. 40 % Regentage, auch wenn der Regen nicht den ganzen Tag andauert. Die höchsten Temperaturen sind im Mai bis Oktober, mit bis zu 33 °C. Die kältesten Monate von Dezember bis Februar mit durchschnittlich nur 12 °C. Schneefall ist in der Region nahezu unbekannt.

## Geschichte
Titusville wurde 1867 gegründet, als der Konföderierten-Oberst Henry Theodore Titus die Ufer des Indian River betrat, obwohl das erste US Postbüro in diesem Gebiet bereits 1859 eröffnet worden war, was als Sand Point (Sandpunkt) bekannt gewesen war.
In den 1880er und 1890er Jahren wurden die erste Bank, die Fischindustrie und die Bahnverbindung zwischen Titusville und Unternehmen an der Nordküste gebaut. Außerdem erschienen bereits zwei Zeitungen. Die Verlängerung der Gleise von Jacksonville Richtung Süden entlang der Ostküste bis zur Eisenbahnstation von Titusville wurde 1892 gebaut. In den darauffolgenden Jahren darauf wurde ein Wasserversorgungsnetz aufgebaut, eine Feuerwehr gegründet, die zweite Bank gebaut, die Straßen wurden gepflastert und ein Abwassersystem wurde installiert.
Titusville wurde, wie fast alle Städte der USA, durch die Wirtschaftsdepression der 1930er Jahre tief getroffen. Da es keine Flughäfen an der Ostküste zwischen Jacksonville und Miami gab, wurde 1927 der Arthur Dunn Airpark als Notlandeplatz für den Luftpost-Dienst dieser Zeit eingerichtet.
Die 1950er Jahre und bis zum Anfang der 1960er Jahre waren eine Periode des unveränderten Wachstums mit erheblichen Bevölkerungszunahmen. Das Weltraumzeitalter hatte begonnen und mit dem Kennedy-Raumfahrtzentrum kam der Begleitboom, der die ersten Motels, das erste Apartmenthaus, ein Krankenhaus, Einkaufszentren, neue Golfplätze und nicht zuletzt auch Kirchen brachte.
Unweit von Titusville befindet sich die archäologische Fundstelle Windover, sie ist eine der bedeutendsten archäologischen Fundplätze Floridas und gehört zu den größten archäologischen Moorfundkomplexen weltweit. In dem nur zur Hälfte untersuchten sumpfähnlichen Windover bog wurden 1982 die Überreste von mindestens 168 Moorleichen aus dem 6. Jahrtausend v. Chr. ausgegraben. Teile der für die Frühgeschichte Amerikas wichtigen Funde werden im Brevard Museum of History and Natural Science in Cocoa, Florida gezeigt.

### Religionen
In Titusville gibt es derzeit 74 verschiedene Kirchen aus 25 unterschiedlichen Konfessionen, darunter ist die Baptistengemeinde mit 18 Kirchen am stärksten vertreten. Weiterhin gibt es 8 zu keiner Konfession gehörende Kirchen (Stand: 2004).

### Demographische Daten
Laut der Volkszählung 2010 verteilten sich die damaligen 43.761 Einwohner auf 22.729 Haushalte. Die Bevölkerungsdichte lag bei 794,2 Einw./km². 80,8 % der Bevölkerung bezeichneten sich als Weiße, 13,5 % als Afroamerikaner, 0,5 % als Indianer und 1,4 % als Asian Americans. 1,3 % gaben die Angehörigkeit zu einer anderen Ethnie und 2,5 % zu mehreren Ethnien an. 6,5 % der Bevölkerung bestand aus Hispanics oder Latinos.
Im Jahr 2010 lebten in 26,6 % aller Haushalte Kinder unter 18 Jahren sowie 34,1 % aller Haushalte Personen mit mindestens 65 Jahren. 61,7 % der Haushalte waren Familienhaushalte (bestehend aus verheirateten Paaren mit oder ohne Nachkommen bzw. einem Elternteil mit Nachkomme). Die durchschnittliche Größe eines Haushalts lag bei 2,28 Personen und die durchschnittliche Familiengröße bei 2,84 Personen.
23,0 % der Bevölkerung waren jünger als 20 Jahre, 21,9 % waren 20 bis 39 Jahre alt, 28,5 % waren 40 bis 59 Jahre alt und 26,7 % waren mindestens 60 Jahre alt. Das mittlere Alter betrug 44 Jahre. 48,1 % der Bevölkerung waren männlich und 51,9 % weiblich.
Das durchschnittliche Jahreseinkommen lag bei 44.148 $, dabei lebten 13,9 % der Bevölkerung unter der Armutsgrenze.
Im Jahr 2000 war Englisch die Muttersprache von 94,29 % der Bevölkerung, spanisch sprachen 3,09 % und 2,62 % hatten eine andere Muttersprache.

## Kultur und Sehenswürdigkeiten

### Sehenswürdigkeiten
Folgende Objekte sind im National Register of Historic Places gelistet:
| - Indian Fields - La Grange Church and Cemetery - Launch Complex 39 - Pritchard House - Judge George Robbins House | - Spell House - St. Gabriel’s Episcopal Church - Titusville Commercial District - Wager House - Windover Archeological Site |

In Titusville ist das Raumfahrtmuseum Astronaut Hall of Fame zu besichtigen, in der nur die bekanntesten Astronauten Mitglied sind. Dort sind diverse Artefakte der Raumfahrt zu besichtigen, wie beispielsweise der Originalraumanzug von Virgil Grissom.
Ferner befindet sich der Hörfunksender WNUE in Titusville.

### Parks und Sportmöglichkeiten
Es gibt ein breites Angebot von verschiedenen Stadtparks sowie mehrere sportliche Einrichtungen sowie Spielwiesen und Möglichkeiten zum Camping und Grillen.

## Wirtschaft und Infrastruktur
Die hauptsächlichen Beschäftigungszweige sind: Ausbildung, Gesundheit und Soziales: (17,6 %), Handel/Einzelhandel: (12,3 %), Stadtverwaltung: (11,4 %), Kunst, Unterhaltung, Nahrungsmittel, Restaurants: (10,7 %).

### Schulen
- Apollo Elementary School (ca. 975 Schüler)
- Oakpark Elementary School (ca. 880 Schüler)
- Coquina Elementary School (ca. 500 Schüler)
- James Madison Middle School (ca. 830 Schüler)
- Andrew Jackson Middle School (ca. 660 Schüler)
- Titusville High School (ca. 2250 Schüler)
- Astronaut High School (ca. 1650 Schüler)

### Kliniken
- Parrish Medical Center
- Wuesthoff Memorial Hospital in Rockledge
- Cape Canaveral Hospital in Cocoa Beach
- Bert Fish Medical Center in New Smyrna Beach

### Verkehr
Titusville ist sowohl über das Meer, das Land und die Luft zu erreichen. Durch das Stadtgebiet führen die Interstate 95, der U.S. Highway 1 sowie die Florida State Roads 50, 405, 406 und 407.
Die Stadt wird durch das Fernbusunternehmen Greyhound Lines angefahren.
Mit dem Flugzeug ist Titusville zu erreichen über den Space Coast Regional Airport, den Nasa Shuttle Landing Facility Airport, den Cape Canaveral AFS SKID Strip, den Arthur Dunn Airpark, den Merrit Island Airport und den Massey Ranch Airpark.

## Kriminalität
Die Kriminalitätsrate lag im Jahr 2010 mit 362 Punkten (US-Durchschnitt: 266 Punkte) im durchschnittlichen Bereich. Es gab einen Mord, 19 Vergewaltigungen, 80 Raubüberfälle, 250 Körperverletzungen, 361 Einbrüche, 1030 Diebstähle, 95 Autodiebstähle und sieben Brandstiftungen.

## Persönlichkeiten
- Thomas Williams (* 2004), Fußballspieler